# Givenchy-lès-la-Bassée
Givenchy-lès-la-Bassée ist eine französische Gemeinde mit 989 Einwohnern (Stand: 1. Januar 2022) im Département Pas-de-Calais in der Region Hauts-de-France. Sie gehört zum Arrondissement Béthune und zum Kanton Douvrin.

## Geographie
Die Gemeinde Givenxhy-lès-la-Bassée liegt am Nordrand des Nordfranzösischen Kohlereviers. Am Südrand der Gemeinde verläuft der Canal d’Aire, ein Abschnitt des Großschifffahrtsweges Dünkirchen-Schelde. Umgeben wird Givenchy-lès-la-Bassée, acht Kilometer östlich von Béthune gelegen, von den Nachbargemeinden Festubert im Nordwesten und Norden, Violaines im Osten sowie Cuinchy im Westen.

## Bevölkerungsentwicklung
| Jahr                       | 1962 | 1968 | 1975 | 1982 | 1990 | 1999 | 2006 | 2012 | 2022 |
| -------------------------- | ---- | ---- | ---- | ---- | ---- | ---- | ---- | ---- | ---- |
| Einwohner                  | 473  | 521  | 554  | 748  | 803  | 813  | 837  | 998  | 989  |
| Quellen: Cassini und INSEE |      |      |      |      |      |      |      |      |      |

## Sehenswürdigkeiten

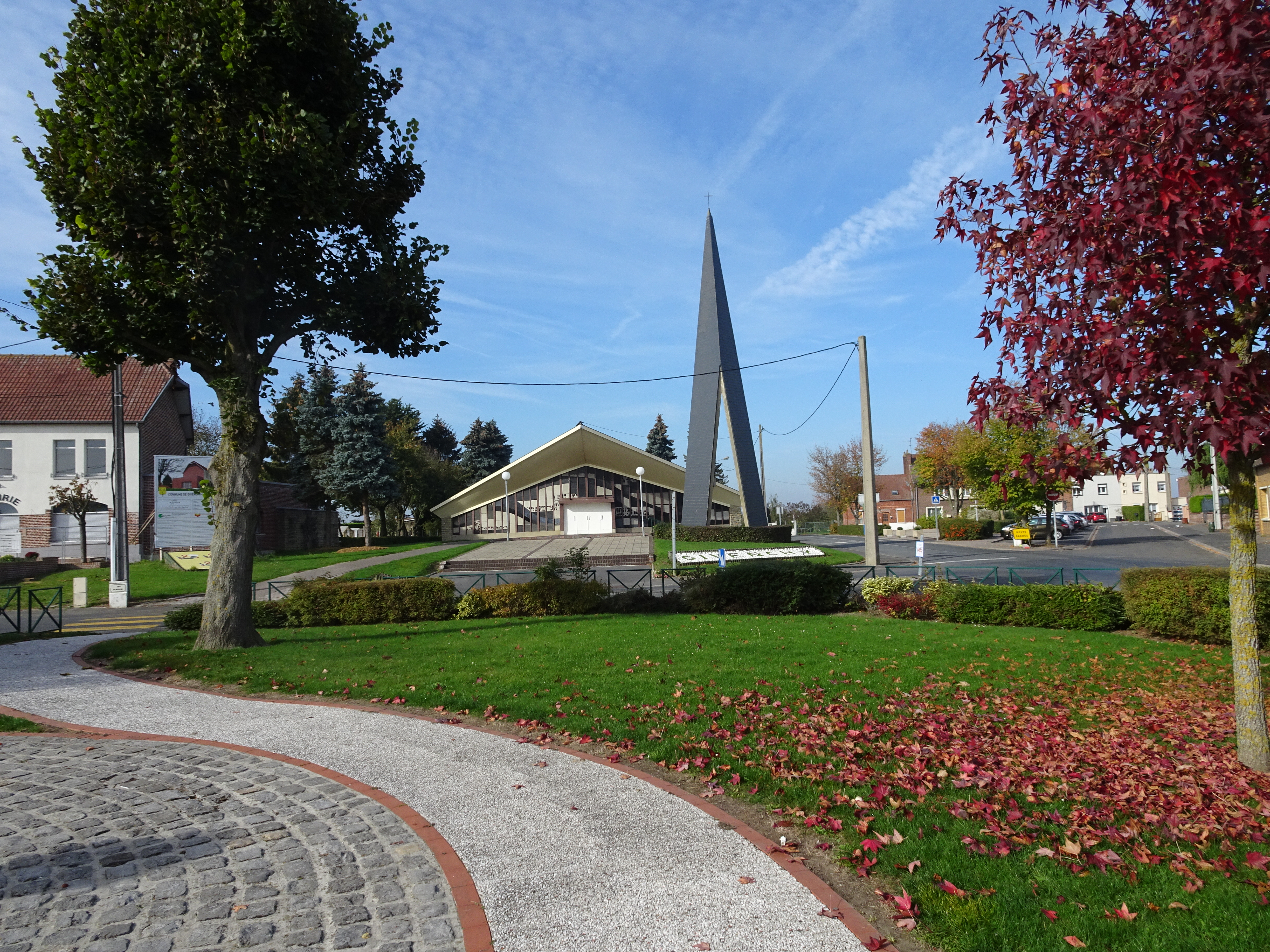
Kirche Saint-Martin
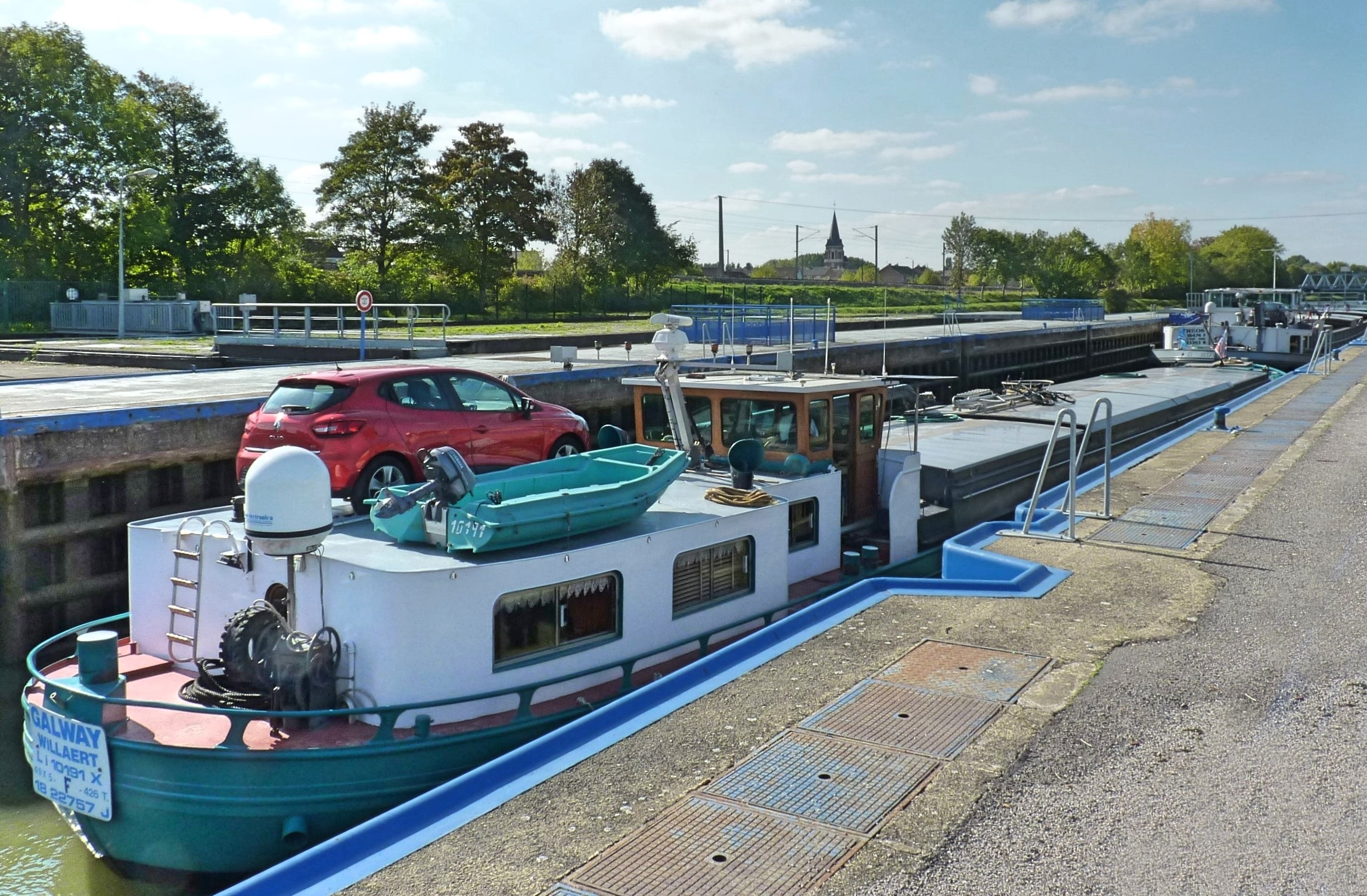
Schleuse im Canal d’Aire
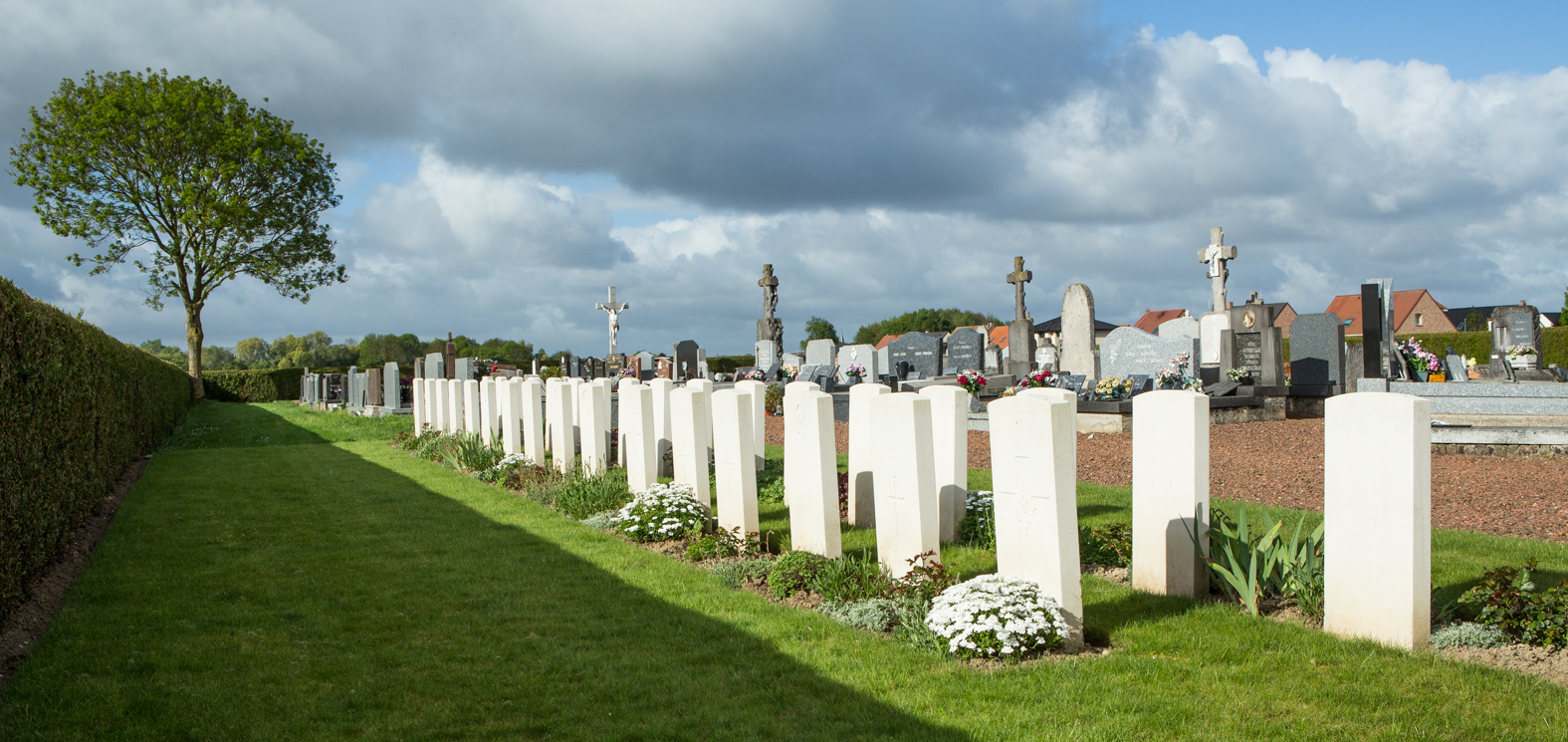
Brizische Soldatengräber auf dem kommunalen Friedhof

- britische Soldatengräber
- Wasserturm

- Kirche Saint-Martin
- Schleuse im Canal d’Aire
- Brizische Soldatengräber auf dem kommunalen Friedhof